# Friedrich Bischoff (Maler)

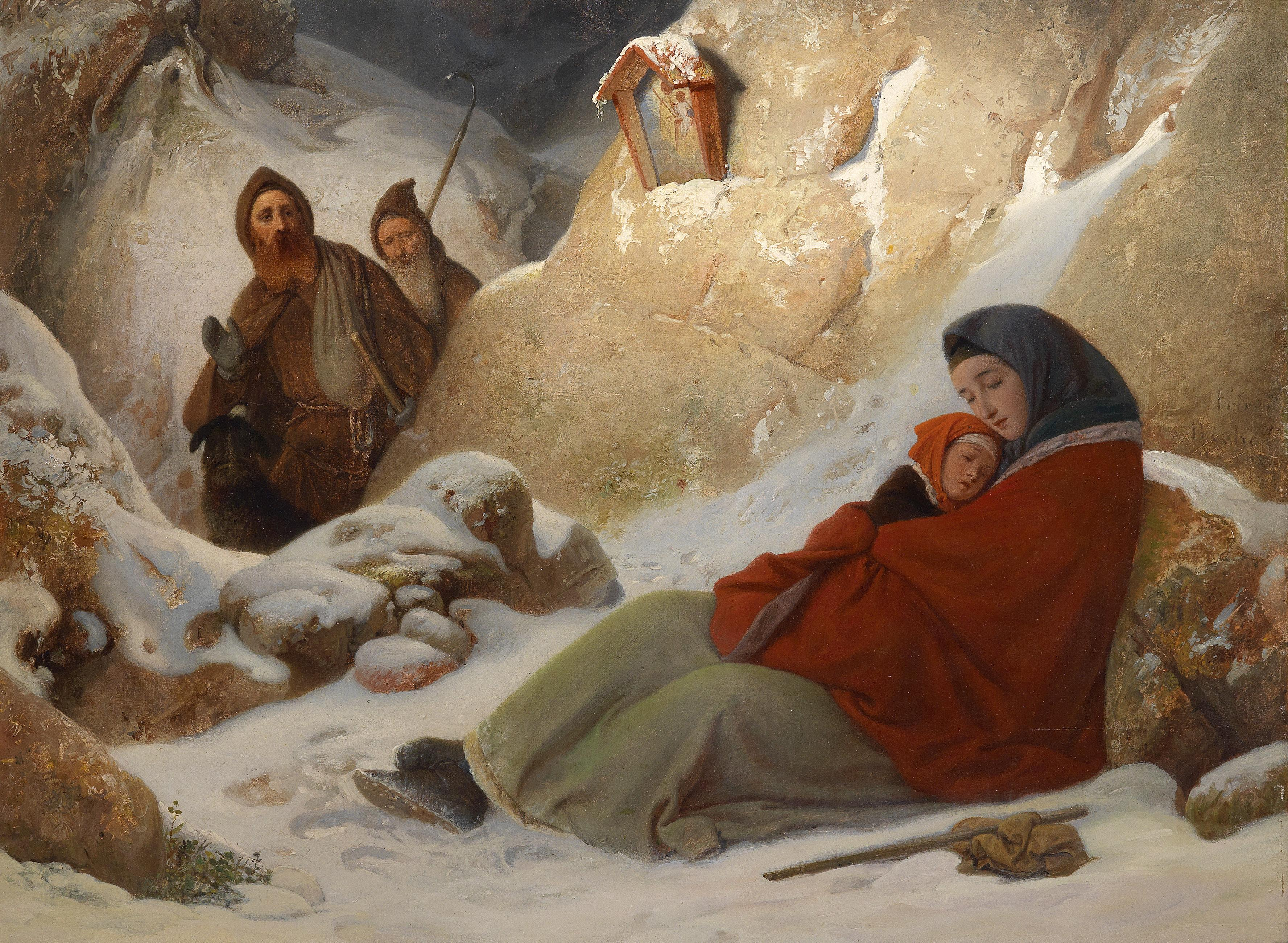
Die Rettung naht

Friedrich Bischoff (* 18. November 1819 in Ansbach; † 19. November 1873 in Erlangen) war ein deutscher Genremaler.
Geboren als Sohn eines Schlossermeisters, besuchte Bischoff die Lateinschule (heute Gymnasium Carolinum), begann  geisteswissenschaftliche Studien an der Universität München, kurz danach studierte er von 26. Oktober 1835 bis 29. November 1844 an der Akademie der bildenden Künste München, ab 1842 als Meisterschüler.
Anschließend war Bischoff bis 1864 als freischaffender Künstler in München tätig. 1845 wurde er Mitglied des Münchner Kunstvereins.
Bischoff erkrankte 1864 und kehrte in sein Elternhaus nach Ansbach heim. Seitdem schuf er nur wenige Bilder. Ab Juli 1873 kam er in eine Heilanstalt in Erlangen, wo er starb.